# Транспорт в Сан-Томе и Принсипи
Транспорт в Сан-Томе и Принсипи полагается в основном на дорожную инфраструктуру внутри страны и систему аэропортов и морского транспорта для международных перевозок.
Железных дорог в стране нет.

## Автомобильный транспорт
Общая протяжённость автомобильных дорог по состоянию на 2010 год составляет 320 км, из которых 218 км составляют дороги с твёрдым покрытием, остальные 102 — грунтовые дороги (204-е место в мире).
Общественный транспорт представлен микроавтобусами.

## Воздушный транспорт
В стране функционируют два аэропорта с твёрдым покрытием. Из них лишь Международный Аэропорт Сан-Томе специализируется на рейсах по Африке (преимущественно в восточном и западном направлениях).